# Ruta Estatal de Nevada 487
La Ruta Estatal de Nevada 487, y abreviada SR 487 (en inglés: Nevada State Route 487) es una carretera estatal estadounidense ubicada en el estado de Nevada. La carretera inicia en el Oeste desde la US 6  , US 50  hacia el Este en la SR 21  en la frontera con Utah. La carretera tiene una longitud de 18,5 km (11.472 mi).

## Mantenimiento
Al igual que las autopistas interestatales, y las rutas federales y el resto de carreteras estatales, la Ruta Estatal de Nevada 487 es administrada y mantenida por el Departamento de Transporte de Nevada por sus siglas en inglés Nevada DOT.

## Cruces
La Ruta Estatal de Nevada 487 es atravesada principalmente por la  SR 488     en Great Basin National Park.